# Стрюківська сільська територіальна громада
Стрюківська сільська громада — територіальна громада України, в Березівському районі Одеської області з адміністративним центром у селі Стрюкове.
Площа території — 252,6 км², населення громади — 2 820 осіб (2020 р.).
Утворена 17 липня 2020 року відповідно до Постанови Верховної Ради на базі визначення громад Розпорядженням Кабінету Міністрів України № 720-р від 12 червня 2020 року «Про визначення адміністративних центрів та затвердження територій територіальних громад Одеської області» у складі Стрюківської, Петрівської та Шабельницької сільських рад.

## Населені пункти
До складу громади увійшли 11 сіл: Бірюкове, Жукове, Журівка, Мартинівка, Нова Григорівка, Петрівка, Сиротинка, Стрюкове, Успенка, Шабельники та Шевченка.